# Abel Hermant
 (août 2025).
Si vous disposez d'ouvrages ou d'articles de référence ou si vous connaissez des sites web de qualité traitant du thème abordé ici, merci de compléter l'article en donnant les références utiles à sa vérifiabilité et en les liant à la section « Notes et références ».
Pour les articles homonymes, voir Hermant.
Antoine Joseph Abel Hermant, né le 3 février 1862 à Paris 8e et mort le 28 septembre 1950 à Chantilly, est un écrivain et dramaturge français.
Son œuvre abondante comporte plus de 150 romans, 11 pièces de théâtre, plusieurs essais et de très nombreux articles parus dans les journaux comme Le Figaro, Le Temps, Paris-Midi ou Le Matin.
Il est reçu à l’Académie française en 1927, dont il est exclu en 1945 après sa condamnation pour faits de collaboration.

## Biographie
Abel Hermant qui pouvait se vanter d’être un vrai Parisien — trois générations d’Hermant l’ayant précédé dans la capitale — appartenait, par sa naissance, à la haute-bourgeoisie. Il est le fils de l’architecte Achille Hermant, le demi-frère de l’architecte Jacques Hermant et le frère du musicien Pierre Hermant (1869-1928). Par sa grand-mère paternelle, Geneviève Redouté, il comptait aussi dans sa famille les peintres Henri-Joseph Redouté et Pierre-Joseph Redouté.
Élève brillant au lycée Bonaparte (devenu lycée Fontanes puis Condorcet), premier prix de dissertation française au concours général, il fut reçu premier à l’École normale supérieure où il eut pour amis et condisciples Jean Jaurès et René Doumic. Tel « un prêtre désabusé qui a perdu la foi, au moment de recevoir les ordres », il découvrit très vite qu’il n’avait pas la vocation de l’enseignement et démissionna à la fin de la première année.

### Carrière littéraire
Invité à Champrosay par Alphonse Daudet dont il avait fait la connaissance, il y rencontra entre autres les frères Goncourt, Émile Zola et Joris-Karl Huysmans. Il fréquenta le fameux « Grenier » des Goncourt, fut reçu par Émile Zola à Médan et figura en bonne place parmi les invités du salon de madame Charpentier, épouse de l’éditeur Georges Charpentier où il rencontra sa future épouse, leur fille Georgette Charpentier qui figure dans le tableau de Renoir Madame Georges Charpentier et ses enfants.
Léon Daudet qui croisa Abel Hermant chez son père, fit du futur académicien français sa tête de Turc : c’est à lui que nous devons les surnoms de « Bebel », « Coin-coin », « le Canard de Vaucansson », « La Belle Hermant ». Ce dernier surnom fut transformé pour l’un des amis souvent croisé dans les salons parisiens aux côtés d’Abel Hermant, Constantin de Brancovan (1875-1967), frère d'Anna de Noailles, qui fut surnommé « La Belle au bras d’Hermant ».
Le premier ouvrage publié par Abel Hermant est un volume de vers, Les Mépris (1883). Suivirent M. Rabosson (1884), La Mission de Cruchod (Jean-Baptiste) (1885), Nathalie Madoré (1888), et le Cavalier Miserey (1887) qui obtint un succès de scandale et lança véritablement Abel Hermant. Le roman, inspiré de l'expérience du service militaire effectué par l’auteur en 1884 au 12e régiment des chasseurs à cheval à Rouen, raconte l'histoire d'un jeune engagé (Miserey), issu d'un milieu simple, fils d'un père qui fut un temps militaire et termina sous-lieutenant dans ce régiment. D'abord peu sensible à l'ordre militaire, le jeune Miserey finit par s'y habituer puis aimer jusqu'à se faire remarquer et recevoir les galons de brigadier (équivalent de caporal dans la cavalerie). Mais il est aussi remarqué par la maîtresse de son capitaine, aux avances de laquelle il cède... S'enfuyant avec elle une journée, il finit par revenir au quartier avant d'être porté comme déserteur. Mais l'expérience est cruelle : il est devenu un mauvais militaire et a perdu la femme qui lui a fait connaître l'amour. Ayant en outre volé à la caserne, il est dégradé, chassé de l'armée et remis aux gendarmes. À côté de l'intrigue amoureuse, la description des officiers et sous-officiers du régiment est rarement flatteuse... Ainsi, dans une époque où l'armée est sacralisée dans l'espoir de prendre la revanche de 1870, les réactions sont très vives contre un ouvrage écrit par un « jeune impertinent » (l'auteur a 25 ans) perçu comme antimilitariste plus qu'immoral. Un capitaine de ce régiment fit brûler le livre sur un tas de fumier et Abel Hermant fut provoqué en duel. L’intervention de ses amis du Grenier des Goncourt mit un terme à ce qui aurait pu être une interminable succession de duels. Hermant trouva tout de même des défenseurs, dont un capitaine qui deviendra maréchal de France et qui favorisera son entrée à l’Académie française : Hubert Lyautey. Finalement, le scandale permit à l'ouvrage de connaître le succès : dès 1888, Alphonse Piaget réalise une très belle édition illustrée (dédiée à Madame Georges Charpentier) par Louis Vallet (avec un portrait de l'auteur réalisé par Jacques-Émile Blanche et la reproduction de l'affiche réalisée par Eugène Grasset) ; en 1901 c'est Ollendorff qui réalise une nouvelle édition illustrée par Pierre-Georges Jeanniot. L'éditeur Arthème Fayard publia le roman dans sa collection « Modern-Bibliothèque » tandis que paraît en 1925 chez Albin Michel une « édition définitive ».

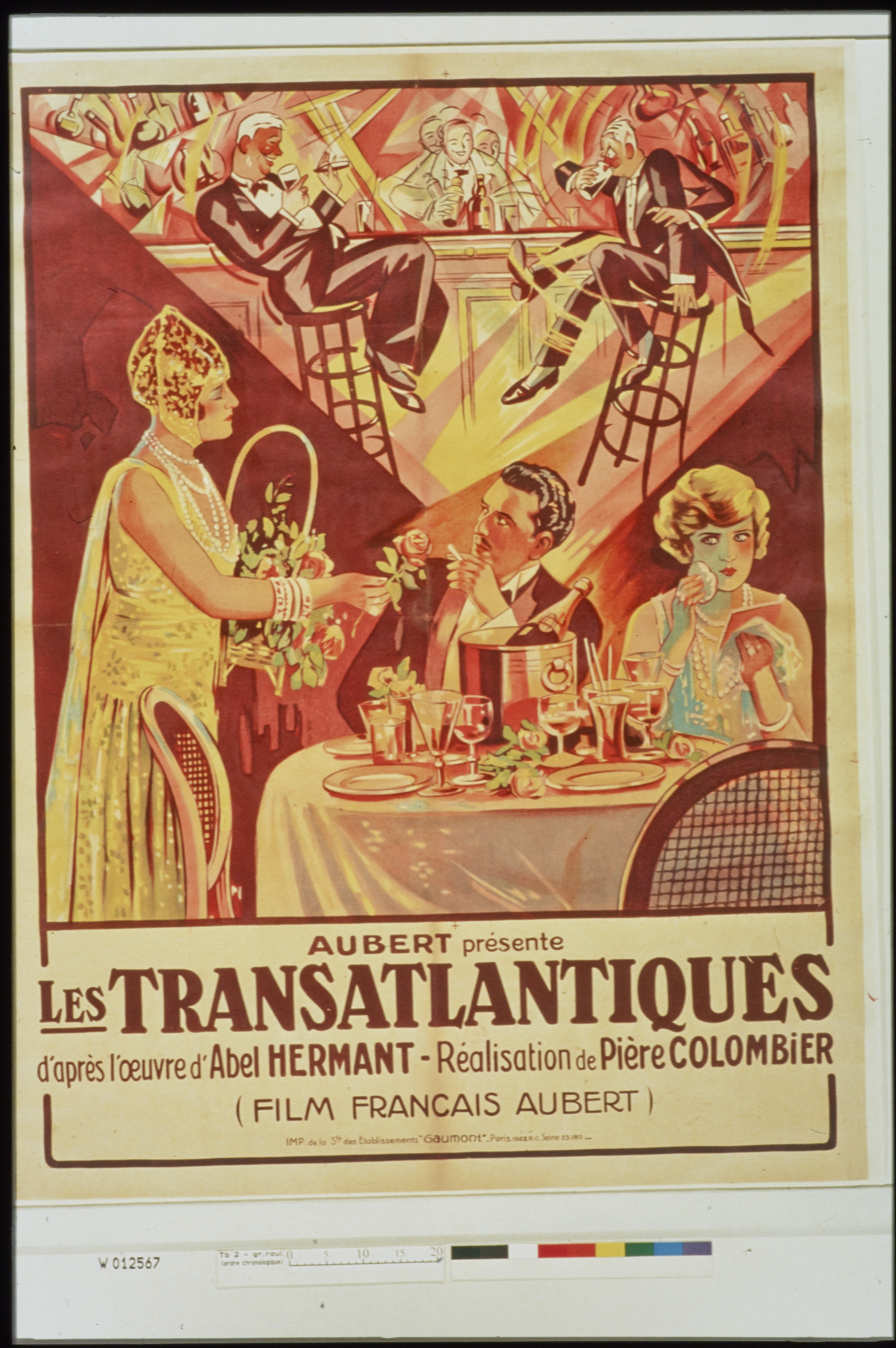
Affiche de l'adaptation au cinéma des Transatlantiques (1928).

Après ces premiers succès que la critique rangea sous l’étiquette naturaliste, Abel Hermant s'orienta vers le roman d’analyse psychologique et la peinture ironique des mœurs de la Belle Époque. Les milieux aristocratiques et cosmopolites furent la cible de son regard acéré. Les Transatlantiques (1897), roman « dialogué » qui décrit les Anglo-Saxons empruntant régulièrement les paquebots pour la traversée entre l’Europe et les Amériques, compte parmi ses plus grands succès. En comparaison, l’adaptation théâtrale de ce roman fut un « four ». D’une manière générale, Abel Hermant ne connut pas au théâtre le succès qu’il eut dans l’édition. Une de ses premières pièces, La Meute (1896), lui valut un duel au pistolet avec le prince de Sagan, et la retouche qu’il fit, par courtoisie, à cette pièce, le duel accompli, fut sifflée et connut un échec cuisant.
Après son élection à l’Académie française en 1927 au fauteuil de René Boylesve, Abel Hermant fut l’un des plus actifs artisans du Dictionnaire de l’Académie[réf. nécessaire]. La grammaire et les questions langagières lui étaient chères comme le démontrent ses chroniques de bon langage dans Le Temps, puis dans Le Figaro écrites sous le pseudonyme de Lancelot (en référence à Claude Lancelot, auteur de la Grammaire de Port-Royal). C'est aussi lui qui est l'initiateur et l'auteur principal de la seule Grammaire de l'Académie parue en 1932.
Il rédigea également l'argument du ballet d'Albert Roussel Bacchus et Ariane (1930).
Dans son discours de réception à l’Académie française, le bâtonnier Henri Robert souligna, non sans une pointe d'ironie, que les livres d’Abel Hermant occupaient dans sa bibliothèque huit fois plus de place que Les Mémoires de Saint-Simon.

### Choix politiques, collaboration et condamnation
Abel Hermant fut presque toute sa vie un anglophile avéré et revendiqué. C’est la raison pour laquelle il fut choisi pour rédiger les dialogues du film Entente cordiale, tourné par Marcel L’Herbier en 1939, film destiné à raviver la flamme des relations entre la France et la Grande-Bretagne sur la base d’un ennemi commun. Il fumait ses cigarettes américaines avec un porte-cigarettes Dunhill, assistait aux courses d’Epsom à Paris habillé à l’anglaise et effectuait chaque année un séjour à Oxford. Dans cette ville, il affectionnait le Parson’s Pleasure, un lieu de baignade interdit aux femmes et où les étudiants ainsi que toute l’aristocratie pouvaient venir se baigner nus dans le Cherwell. À Paris, il pratiquait le crawl notamment dans la piscine de l’Automobile Club et fit de nombreux adeptes à ce sport.[réf. nécessaire]
Abel Hermant fut aussi un germanophobe modéré, ainsi que l’atteste son portrait peu sympathique de l’Allemand Lembach dans son cycle D’une guerre à l’autre guerre (1919-1921).
Alors que Léon Daudet saluait ostensiblement les hommes politiques noirs des années 1920[Information douteuse], Hermant fut particulièrement hostile à toute présence noire dans les élites, en particulier les arts et les lettres, convaincu qu'un homme noir ne pouvait par exemple être ténor.
Tout changea, en 1940, avec le retrait des troupes britanniques du sol français à Dunkerque, décision unilatérale qui empêchait une contre-offensive française. Abel Hermant ne pardonna pas aux Anglais ce qu’il tint pour une trahison. Il fut aussi sensible à la relative et apparente bienveillance des autorités allemandes à l’égard des Parisiens. On lui proposa la direction d’un journal[Lequel ?], qu’il déclina, mais il accepta d’écrire des articles qui furent jugés favorables à l’occupation allemande et fut membre du comité d'honneur du Groupe Collaboration.
Emprisonné à l'âge de 82 ans, il fut condamné le 15 décembre 1945 à la détention perpétuelle pour « intelligence avec l'ennemi ayant favorisé ses entreprises dans le pays », et, en conséquence, conformément à l'ordonnance du 26 décembre 1944, fut radié de l'Académie française. Son fauteuil, comme celui d'Abel Bonnard, — à l'inverse de ceux du maréchal Pétain et de Charles Maurras — fut pourvu de son vivant. En raison de sa condamnation, Abel Hermant fut également radié de l'ordre de la Légion d'honneur, lui qui avait été élevé au grade de commandeur en février 1920 puis à celui de grand officier en juin 1933.
Il bénéficia d’une remise de peine pour raison de santé en 1948, et fut hébergé à l'hospice Condé géré par l'Institut à Chantilly. En prison, il avait repris ses études du grec ancien, langue qui lui était chère en raison de son admiration de Platon, et une langue qu'il dit être parvenu à manier aussi bien que le latin et le français ; il rédigea aussi ses mémoires : Le Treizième Cahier : rêveries et souvenirs d'un philosophe proscrit (1949). Selon le témoignage de Simon Arbellot qui lui rendit visite en 1950, sa misère en fin de vie fut adoucie par la considération que lui portaient les vieillards de l'hospice ainsi que les habitants de Chantilly.

### Vie privée
Par souci de normativité, Abel Hermant imite le comportement libertin de son frère aîné et se « met en collage » avec une maîtresse dont il n’est pas amoureux et qui n’appartient pas, comme lui, à la haute bourgeoisie. Il s’agit d’une couturière déjà fille-mère, Mathilde Ardavani, née du mariage d’un baryton italien et d’une soprano italienne. Mathilde met au monde à Paris, le 25 août 1884, une petite Madeleine qu’Abel Hermant ne reconnaît pas. L’enfant « née de père non nommé » meurt précocement, une expérience douloureuse qui marque Abel Hermant et dont on retrouve le récit transposé dans ses premiers romans, à commencer par Nathalie Madoré. Mathilde se résigne à son sort en acceptant une inévitable séparation. Durant la même période, Abel se lie d’une amitié particulière avec un jeune Américain né à Nice, George Hall, qui lui raconte son histoire vécue en pension, en 1879, à Lausanne : c’est La Mission de Cruchod. Abel a vingt ans, et George, 19 ans. Leur amitié survit une dizaine d’années au départ de George Hall pour la Californie. Les lettres d’Abel Hermant à George Hall conservées à la bibliothèque de l'Université Yale, retracent toutes ces péripéties vécues par le jeune écrivain.
Après des fiançailles célébrées le 4 septembre dans la résidence secondaire de l'éditeur Charpentier nommée Le Paradou, à Royan (Charente-Maritime),, il épouse, le 26 novembre 1888, la fille de Georges Charpentier, Georgette Charpentier (1872-1945), alors âgée de 16 ans. Les témoins du mariage religieux célébré en l'église Saint-Thomas d'Aquin furent Alphonse Daudet, Edmond de Goncourt, Émile Zola et Théodore de Banville. Jeanne Hugo fit la quête[Combien ?] durant la cérémonie.
Le couple divorce en 1892, deux ans après la mort, à l’âge de 28 jours, le 20 janvier 1890, de leur fils unique, Marcel Jean-Georges Abel Hermant. Cette mort dramatique encouragea madame Charpentier à fonder la pouponnière de Porchefontaine, avec le dessein de lutter contre la mortalité infantile.
La réputation d’homosexualité qu'acquit par la suite Abel Hermant alla grandissant dans les salons parisiens. Elle est attestée par des témoignages de ses contemporains comme par son œuvre elle-même. Cette réputation, à l’époque sulfureuse, entache la prise en charge par Abel Hermant d’un fils naturel de Mathilde Ardavani, prénommé Joachim Marcel, et né à Paris le 22 avril 1888 : on soupçonne l’adoption qu’envisage Hermant d’être motivée par des inclinations sentimentales pour l’adolescent.
Marcel Proust, dans une lettre datée mars 1908 adressée à Anna de Noailles, commente : « J’ai dit à la princesse de Chimay que je lui raconterai - et à vous - une conversation avec Hermant. Et comment j ai trouvé son fils gentil. Car je me refuse à croire à l affreuse hypothèse. [...] Je ne puis croire qu'il ait voulu parer des dehors infiniment respectables de l’inceste une banale aventure d’homosexualité. Je suis convaincu qu'il n’a nullement ces goûts. Et le jeune homme, comme lui, n’aime certainement que les femmes ». 
L’adoption est néanmoins officiellement prononcée le 11 octobre 1915. Joachim, alors âgé de 27 ans, prend le nom de Marcel Abel Hermant au lieu de celui, officiel, de Joachim Marcel Ardavani-Hermant.

## Œuvre

### Prose
- Les Mépris, Éditions Ollendorff, 1883.
- M. Rabosson (l'éducation universitaire), E. Dentu, 1884.
- La Mission de Cruchod (Jean-Baptiste), E. Dentu, 1885.Réédité en 2014 sous le titre Une folle amitié de collégien.
- Le Cavalier Miserey, Charpentier, 1887.  Rééditions illustrées en 1888 (chez A. Piaget) par Louis Vallet et en 1901 (chez Ollendorff) par Pierre Georges Jeanniot.
- Nathalie Madoré, Éditions Charpentier, 1888.
- Cœurs à part, Charpentier, 1890, réédité chez Ollendorf en 1903 sous le nouveau titre : Cœurs privilégiés.
- Amour de tête, Charpentier, 1890.
- L'Amant exotique, Marpon-Flammarion, 1891.
- Serge, Charpentier, 1892.
- Ermeline - 1796, Charpentier et Fasquelle, 1892.
- Les Confidences d’une aïeule, Ollendorff, 1893.
- Le Disciple aimé, 1895. Version remaniée de La Mission de Cruchod (Jean-Baptiste).
- Le Frisson de Paris, Ollendorff, 1895.
- Eddy et Paddy, Ollendorff, 1895, roman illustré par J.-E. Blanche.
- Deux Sphinx, Ollendorff, 1896, roman illustré par J.-E. Blanche.
- Les Transatlantiques, Ollendorff, 1897.
- Les Grands Bourgeois (Mémoires pour servir à l’Histoire de la Société), Paris, Alphonse Lemerre éditeur, 1906.
- Le Premier Pas (nouvelles), Éditions de la Vie parisienne (illustrées par Léonce Burret), 1910.
- Daniel, Lemerre, 1910.
- Le Second Tournant (nouvelles), Éditions de la Vie parisienne (illustrées par Léonce Burret), 1912.
- La Fameuse Comédienne, 1913.
- Le Rat, Paul Iribe, 1913.
- Heures de guerre de la famille Valadier, A. Lemerre, 1915.
- Histoire amoureuse de Fanfan, Flammarion, 1917.
- Histoires héroïques de mon ami Jean, Flammarion, 1917.
- Phili ou par delà le bien et le mal, Flammarion, 1921.
- La Singulière Aventure, Flammarion, 1921.
- Le Petit Prince - La clef, Flammarion,  1922.
- La Dame de la guerre, Flammarion, 1923.
- Le Cycle de Lord Chelsea, Éditions de la Nouvelle Revue Française, 1923.

- Xavier ou les Entretiens sur la grammaire française, 1923.
- L'Excentrique, le double, les ombres - Chroniques anglaises, Flammarion, 1924.
- Les Fortunes de Ludmilla, Flammarion, 1924.
- Le Bourgeois, Hachette (collection Les caractères du temps), 1924.
- Le Roman de Loup, Flammarion, 1925.
- Platon, Grasset (collection « Les heures antiques »), 1925.
- Éloge de la médisance, Hachette, 1925.
- La Marionnette - Secondes classes, Flammarion, 1926.
- Camille aux cheveux courts, Flammarion, 1927.
- Les Épaves, Ferenczi & fils, 1927.
- Le Nouvel Anacharsis. Promenade au jardin des lettres grecques, Grasset, 1928.
- Dialogues socratiques, Honoré Champion, 1928.
- Bigarrure, Lapina, 1928.
- Remarques de M. Lancelot pour la défense de la langue française, Flammarion, 1929.
- Nouvelles remarques de M. Lancelot pour la défense de la langue française, Flammarion, 1929.
- Tantale, Flammarion, 1930.
- Le Linceul de pourpre, Flammarion, 1931.
- Les Samedis de M. Lancelot, Flammarion, 1931.
- Le Fils des Incas, Flammarion, 1933.
- Souvenirs de la vie frivole, Hachette (collection « C'était hier »), 1935.
- Madame de Krüdener, l'amie du tzar Alexandre Ier, Hachette (collection « Le passé vivant »), 1934.
- Poppée, l'Amante de l'Antéchrist, Albin Michel (collection « Les grandes pécheresses »), 1935.
- Lettre à Xavier sur la manière d'écrire, Hachette, 1935.
- Savoir parler, Albin Michel (collection « Les savoirs du temps présent »), 1935.
- Souvenirs de la vie mondaine, Plon (collection « Choses vues »), 1935.
- La Reposée, Flammarion, 1937.
- Défense de la langue française - Lancelot 1937, 1939, Éditions de la Nouvelle Revue Critique.

- La Bigarrure plaît, Gallimard, 1938.
- La Castiglione, la dame de cœur des Tuileries, Hachette (collection « Le passé vivant »), 1938.
- Eugénie, impératrice des Français, Hachette, 1942.
- Une vie, trois guerres - Témoignages et souvenirs, Pierre Lagrange, 1943.
- Le Treizième Cahier : rêveries et souvenirs d'un philosophe proscrit, Amiot-Dumont, 1949.

### Cycles littéraires
- Cycle Les scènes de la vie des cours et des ambassades :
  - La Carrière, Ollendorff, 1894.
  - Le Sceptre, Ollendorff, 1896.
  - Le Char de l'État, Ollendorff, 1900.

- Cycle Mémoires pour servir à l'histoire de la société :
  - Souvenirs du vicomte de Courpière, par un témoin, Ollendorff, 1901.
  - Confession d'un enfant d'hier, Ollendorff, 1903.
  - Monsieur de Courpière marié, Fayard (illustré par Antoine Calbet), 1904, puis édition classique (non illustrée) chez Flammarion en 1906.
  - Confession d'un homme d'aujourd'hui, Ollendorff, 1904.
  - Les Grands Bourgeois, Lemerre, 1906.
  - La Discorde, Lemerre, 1907.
  - Les Affranchis, Lemerre, 1908.
  - Chronique du Cadet de Coutras, Juven, 1909.
  - Les confidences d'une biche (1859-1871), Lemerre, 1909.
  - Coutras soldat, Juven, 1909.
  - La Biche relancée, Lemerre, 1911.
  - Histoire d'un fils de roi, Michaud (illustré par Pierre Brissaud), 1911.
  - Les Renards, Michaud, 1912.
  - Coutras voyage, Michaud, 1913.
  - L'Aube ardente [D'une guerre à l'autre I], Lemerre, 1919.
  - La Journée brève [D'une guerre à l'autre II], Lemerre, 1920.
  - Le Crépuscule tragique [D'une guerre à l'autre III], Lemerre, 1921.
  - La Flamme renversée, Flammarion, 1929.
  - Épilogue de la vie amoureuse, Flammarion, 1930.
  - La Dernière Incarnation de Monsieur de Courpière, Flammarion, 1937.

- Cycle Scènes de la vie cosmopolite :
  - Le Joyeux Garçon, Lemerre, 1914.
  - La Petite Femme, Lemerre, 1914.
  - L'Autre aventure du joyeux garçon, Lemerre, 1916.
  - Le Caravansérail, Lemerre, 1917.
  - Le Rival inconnu, Lemerre, 1918.

### Théâtre
- 1896 : La Meute
- 1897 : La Carrière
- 1899 : Le Faubourg
- 1900 : Sylvie ou la Curieuse d'amour, Théâtre du Vaudeville
- 1902 : L'Archiduc Paul, Théâtre du Gymnase, 25 mars
- 1904 : L’Esbroufe
- 1905 : La Belle Madame Héber
- 1906 : Chaîne anglaise de Camille Oudinot et Abel Hermant, Théâtre du Vaudeville
- 1907 : Monsieur de Courpière, Théâtre de l'Athénée
- 1909 : Trains de luxe, comédie en 4 actes, 16 février 1909,  Théâtre Réjane, Fayard (illustré par Lucien Métivet),  puis édition classique (non illustrée) chez Lemerre, lire en ligne sur Gallica
- 1911 : Le Cadet de Coutras, d'après son œuvre en prose
- 1914 : Madame, comédie en 3 actes d'Abel Hermant et Alfred Savoir, Théâtre de la Porte-Saint-Martin, 10 février